# Federació Internacional d'Història i Estadística de Futbol
La Federació Internacional d'Història i Estadística de Futbol (en anglès: International Federation of Football History and Statistics, IFFHS), és una institució creada l'any 1991 amb l'objectiu de recopilar, estudiar i analitzar tot allò relacionat amb les competicions de futbol de tot el món, tant històriques com actuals. La seu de se situa a Bonn, Alemanya, i està presidida per Alfredo W. Pogë.
Aquesta federació analitza les estadístiques de totes les competicions futbolístiques, elaborant regularment diferents classificacions a partir de dades objectives. Així publica cada mes llistes amb la valoració de les millors lligues del món, les millors seleccions nacionals, clubs, jugadors, àrbitres...

## Millor equip de l'any
A continuació, segueixen els equips que van acabar en primera posició del rànquing cada any, des del 1991:
| 1991 | AS Roma                       |
| 1992 | AFC Ajax                      |
| 1993 | Juventus FC                   |
| 1994 | Paris Saint-Germain FC        |
| 1995 | AC Milan                      |
| 1996 | Juventus FC                   |
| 1997 | FC Barcelona                  |
| 1998 | FC Internazionale             |
| 1999 | Manchester United FC          |
| 2000 | Reial Madrid CF               |
| 2001 | Liverpool FC                  |
| 2002 | Real Madrid CF                |
| 2003 | AC Milan                      |
| 2004 | València CF                   |
| 2005 | Liverpool FC                  |
| 2006 | Sevilla FC                    |
| 2007 | Sevilla FC                    |
| 2008 | Manchester United             |
| 2009 | FC Barcelona                  |
| 2010 | FC Internazionale             |
| 2011 | FC Barcelona                  |
| 2012 | FC Barcelona                  |
| 2013 | Bayern de Múnic               |
| 2014 | Real Madrid CF                |
| 2015 | FC Barcelona                  |
| 2016 | Atlético Nacional             |
| 2017 | Real Madrid CF                |
| 2018 | Atlètic de Madrid             |
| 2019 | Liverpool FC                  |
| 2020 | FC Bayern de Múnic            |
| 2021 | Sociedade Esportiva Palmeiras |
| 2022 | Clube de Regatas do Flamengo  |

La IFFHS reconeix aquests clubs com El millor equip de l'any, essent guardonats amb un trofeu daurat i un certificat en el transcurs de la Gala del futbol mundial.